# Róitegui
Róitegui (en euskera y cooficialmente Erroitegi) es un concejo del municipio de Arraya-Maestu, en la provincia de Álava. 

## Etimología
El nombre en euskera, Erroitegi, del que deriva el nombre en castellano, significa "corveras" (o "nidos de cuervos") de erroi = cuervo grande o corneja + tegi = sitio.[cita requerida]

## Historia
Hacia mediados del siglo XIX, el lugar, por entonces perteneciente al ayuntamiento de Laminoria, tenía contabilizada una población de 59 habitantes. Aparece descrito en el decimotercer volumen del Diccionario geográfico-estadístico-histórico de España y sus posesiones de Ultramar de Pascual Madoz con las siguientes palabras:

ROITEGUI: v. del ayunt. de Laminoria, en la prov. de Alava (á Vitoria 6 leg.), part. jud. de Salvatierra (2 1/2), aud. terr. de Búrgos, c. g. de las Provincias Vascongadas, dióc. de Calahorra (12). sit. la mitad en llano y la otra mitad en una ladera; clima frio, reina el viento N., y se padecen constipados. Tiene 17 casas, inclusa la del concejo, escuela de primera educacio para ambos sexos; frecuentada por 14 ó 16 alumnos, y dotada con 13 fan. de trigo; igl. parr. (San Pedro Apóstol), servida por dos beneficiados, y para surtido del vecindario una fuente dentro y varias fuera de la pobl., de aguas comunes y saludables. El térm. confina N. Onraita; E. San Vicente de Arana; S. Sabando, y O. Musito; comprendiendo dentro de su circunferencia varios montes con arbolado. El terreno es de mediana calidad; le bañan, bajando uno por cada lado de la v., dos riachuelos que van á confundirse en el r. Ega. caminos: los que conducen á los pueblos limitrofes, en mediano estado: el correo se recibe de Salvatierra los martes. prod.: trigo, cebada, avena, yeros, lentejas, arvejas, garbanzos, alholvas y patatas: cria de ganado de toda especie; caza de liebres, perdices, codornices, becadas y palomas. ind.: ademas de la agricultura y ganadería hay un molino harinero. pobl.: 7 vec., 59 alm. contr.: con su ayunt. (V.).
(Madoz, 1849, p. 544)

En 2022, tenía empadronados veintiséis habitantes.

## Demografía
| Gráfica de evolución demográfica de Róitegui entre 2000 y 2017 |
|                                                                |
| Población de derecho según los censos de población del INE.    |

## Cultura

### Patrimonio material
- Parroquia de San Pedro. De planta rectangular y cabecera recta, fue construido en el siglo XVI y presenta una puerta de arco rebajado y otra de medio punto con buenas dovelas. Destacan sus retablos barrocos y neoclásicos, en especial el retablo mayor del siglo XVII con un sagrario renacentista. La iglesia también alberga un baptisterio cerrado por una reja de hierro, con una pila bautismal medieval decorada con motivos geométricos, un coro sobre arco rebajado, una sacristía del siglo XVIII con discreta cajonería y una torre cuadrada de dos cuerpos.[4]

Hay en el lugar una iglesia de San Pedro.